# الحمرا (فلسطين)
الحمرا قرية عربية على بُعد 7 كم جنوب بيسان سكنها عرب الحمراء من قبيلة الصقر؛ مرت بها طريق بيسان – الجفتلك – أريحا بالطرف الغربي من أراضي القرية.

## الموقع والسكان
تقع القرية في الجزء الجنوبي من وادي بيسان، وتشرف على نهر الأردن الواقع على بعد 8 كم إلى الشرق؛ تنخفض 175 م عن سطح البحر وتبلغ مساحتها 11511 دونما. كانت القرية تتألف من منازل من اللبن ومضارب من بيوت الشَعر منتشرة قرب التقاء وادي المدوع بوادي شوباش؛ وتحيط بها أراضي العريضة والخنيزير والسامرية والأشرفية والفاطور. وقدر عدد سكانها عام 1945 م حوالي 730 نسمة، وقد سمّيت نسبة إلى سكانها من عشيرة الحمراء، أحد فروع قبيلة الصقر.
تحتوى القرية على العديد من المعالم والمواقع والتلال الأثرية الهامة، ومن الأحداث التاريخية التي جرت فيها إعدام السلطان المملوكي (قلاوون) قواده الذين تآمروا على اغتياله في عام 1281م.
من أعلام القرية الثائر سرحان حسين العلي الذي قاد فصائل الثوار في ثورة 1936-1939 في منطقة بيسان وقتل بعد عملية نسف أنبوب بترول الموصل-حيفا، وقد خلده الشاعر توفيق زياد في لوحة شعرية غنتها فرقة أغاني العاشقين الفلسطينية.

## القرية بعد نكبة 1948
بعد احتلالها في 31 أيار 1948 هدمت المنظمات الصهيونية المسلحة القرية وشرّدت أهلها الذين كان عددهم في عام 1949 حوالي 487 نسمة. ويبلغ مجموع اللاجئين من هذه القرية في عام 1998 م حوالي 5200 نسمة.
باستثناء خرائب منازلها (التي تحولت إلى ركام من الأسمنت) والمقبرة وبعض الآثار، لا يوجد في الموقع سوى الأشواك. أما الأراضي المجاورة فيستولي عليها الإحتلال الصهيوني وقطعانه للزراعة ولرعي المواشي.

## المستعمرات الصهيونية على أراضي القرية
تقع مستعمرة حرمونيم الصهيونية التي أقيمت في سنة 1942 على بعد كيلومترين إلى الجنوب من موقع القرية، بالقرب من أراضي القرية لا عليها. وقد أعيدت تسمية هذه المستعمرة باسم حمادياه في سنة 1952، كي يماثل اسمها العربي: المحيدية.